# Стрипейкис, Валерий Римантасович
Вале́рий Римантасович Стрипе́йкис (бел. Валерый Стрыпейкіс; 13 ноября 1974) — белорусский футболист, игравший на позиции нападающего; тренер.

## Карьера
Футбольный путь начал в команде третьего белорусского дивизиона «Биолог» Новополоцк в 1994 году. В 1995—1998 годах играл в новополоцком «Нафтан-Девоне». 1999 год начал в мозырской «Славии», где задержался ненадолго.
После кратковременного отъезда в словацкий «Ружомберок», оказался в «Белшине», где провёл один сезон. 2003 год Стрипейкис начал в БАТЭ, после первого круга отправился в «Каунас», а спустя год вернулся в «Нафтан». Там он играл до 2005 года, после которого провёл два чемпионата в «Гомеле» и один в «Шахтёре» Солигорск. В 2009 году вернулся в «Нафтан».
В 2012 году присоединился к ФК «Миоры» из одноимённого города — клубу второй лиги (третьего по силе дивизиона). Однако руководство клуба не успело заявить игрока, и выступать за клуб он стал выступать только с начала второго круга чемпионата. 8 августа 2012 года дебютировал за клуб в матче с «Гомельжелдортрансом».

### В сборной
В сборной Беларуси провёл 3 игры.

## Тренерская карьера
В январе 2013 года стал старшим тренером новополоцкого клуба. В июне, после перехода главного тренера Павла Кучерова в минское «Динамо», был назначен исполняющим обязанности главного тренера «Нафтана». На этой должности привёл команду к 10 месту в чемпионате 2013 года.
В декабре 2013 года был утверждён главным тренером «Нафтана». Под руководством Стрипейкиса команда хорошо выступила в чемпионате 2014, где долгое время претендовала на медали, но в результате финишировала пятой. В 2016 году новополоцкий клуб покинула значительная часть футболистов, и через некоторое время команда оказалась на последней строчке. В августе 2016 года Стрипейкис покинул должность главного тренера «Нафтана».
В марте 2017 года вошёл в тренерский штаб нового главного тренера национальной сборной Беларуси Игоря Криушенко. В июне 2019 года, после отставки Криушенко и назначения тренером Михаила Мархеля, покинул национальную сборную.
В январе 2020 года вновь оказался в «Нафтане», где стал помощником Тараса Чопика. В мае 2021 года, после увольнения Чопика, стал исполняющим обязанности главного тренера команды, в июле был утверждён в должности. В январе 2022 года, после назначения новым тренером новополоцкого клуба Вячеслава Геращенко, остался в тренерском штабе в качестве его ассистента.

## Достижения
- Чемпион Беларуси: 2000
- Серебряный призёр чемпионата Беларуси (2): 1999, 2007
- Обладатель Кубка Беларуси (2): 2000, 2009
- Чемпион Литвы: 2003
- Лучший бомбардир чемпионата Беларуси (4): 1999, 2002, 2004, 2005